# Agmatidin
Agmatidin (C+ oder agm2C) ist ein seltenes Nukleosid in Archaeen und kommt hauptsächlich in der tRNA vor. Es besteht aus der β-D-Ribofuranose (Zucker) und einem Derivat des Cytosins, wobei die Carbonylgruppe durch die Aminogruppe des Agmatins ersetzt wurde. Dieses Substitutionsmuster hat Ähnlichkeit mit dem des Nukleosids Lysidin.

## Gewinnung und Darstellung
Es sind Syntheseverfahren zur Herstellung von Agmatidin mit hoher Ausbeute bekannt. Der wichtigste Schritt der Aminaddition erfolgt dabei unter Verwendung von Lithiumchlorid und 1,8-Diazabicyclo[5.4.0]undec-7-en (DBU), um eine saubere Umwandlung in ein einziges tautomeres Produkt zu gewährleisten.